# Afraegle paniculata
Afraegle paniculata (Schumach. & Thonn.) Engl. è una pianta della famiglia delle Rutaceae, originaria dell'Africa Tropicale.

## Distribuzione e habitat
Benin, Costa d'Avorio, Ghana, Guinea, Liberia, Nigeria, Senegal, Togo.